# Vladimír Pácl
Vladimír Pácl (11. února 1924, Česká Třebová – 31. prosince 2004, Malé, Itálie) byl český sportovec, sportovní organizátor a funkcionář v oblasti lyžařského sportu. Věnoval se aktivně zejména běhu na lyžích, úspěšnější však byl jako instruktor a organizátor sportovních závodů.

## Život
V 50. letech vystudoval Institut tělesné výchovy a sportu v Praze.
Na Zimních olympijských hrách 1956 v Cortině d'Ampezzo byl vedoucím československé ženské štafety.
Podílel se na organizaci mezinárodních sportovních závodů a byl i autorem pravidel několika disciplín (pravidla běhu na lyžích, pravidla orientačního běhu na lyžích). Stal se funkcionářem, byl zástupcem Československa v Mezinárodní lyžařské federaci FIS. V letech 1949–1985 byl členem běžecké komise FIS, od roku 1986 pak čestným členem. Roku 1952 byl zvolen do předsednictva Ústředí lyžařů ČOS, v letech 1954 až 1961 byl předsedou Ústřední trenérské rady a místopředsedou ústřední sekce lyžování ČSTV, v letech 1961 do 1972 pak předsedou mezinárodní komise Ústřední sekce lyžování ČSTV. Vrcholem jeho kariéry bylo v letech 1963 až 1972 členství v předsednictvu FIS. V této pozici inicioval založení Světového poháru v běhu na lyžích (byl zahájen v roce 1973) a byl hlavním organizátorem Mistrovství světa v klasickém lyžování v roce 1970, které se konalo v Československu ve Vysokých Tatrách.
Na počátku normalizace byl z politických důvodů postupně odstaven ze všech funkcí. V roce 1971 emigroval do Itálie. Novým domovem se mu stalo městečko Malé v údolí Val di Sole v Jižním Tyrolsku (v autonomní oblasti Tridentsko-Horní Adiže). V tomto horském regionu úspěšně rozvinul činnost instruktora a organizátora na poli amatérských sportů a sportovní turistiky. Věnoval se zejména práci s mládeží, za což získal řadu ocenění. Významně tak přispěl k pozvednutí tohoto kraje, který je dnes jedním z center zimních sportů italských Dolomit.
Svaz lyžařů České republiky mu věnoval čestné ocenění: uvedl ho do Síně slávy českého lyžování.